# Pacifico Cuman

Il Napoli vincitore della Coppa Italia 1961-1962, Cuman con la maglia nera è accosciato al centro

Pacifico Cuman (Varese, 11 ottobre 1935 – Cadoneghe, 18 luglio 2002) è stato un calciatore italiano.

## Carriera
Cresciuto calcisticamente tra Codogno e Inter, esordì tra i professionisti con l'Alessandria 1955-1956, in Serie B. Fu per un decennio secondo portiere del Napoli, prima di chiudere la sua carriera con Taranto e Bellaria Igea Marina.
Nella sua carriera vanta tre promozioni in Serie A con Alessandria (1956-1957) e Napoli (1961-1962 e 1964-1965), oltre alle vittorie di Coppa Italia 1961-1962 e Coppa delle Alpi 1966, conquistate entrambe con gli azzurri. Ha totalizzato complessivamente 45 presenze in massima serie.
Nel 1969-70 fu chiamato a campionato in corso dal Taranto, neopromosso in Serie B, che pure aveva in organico portieri validi quali Giancarlo Bertini e Piero Baroncini; Cuman contribuì in modo decisivo alla salvezza dei rossoblù diventando il titolare.

## Palmarès

### Club

#### Competizioni nazionali
- Coppa Italia: 1

Napoli: 1961-1962

#### Competizioni internazionali
- Coppa delle Alpi: 1

Napoli: 1966